# Мафео Веђо
Мафео Веђо (лат. Maphaeus Vegius; Лода 1407 — Рим 1458) био је италијански песник са почетка 15. века, представник хуманизма, педагошки писац. Студирао је на Универзитету у Павији, прво филозофију, а затим право. По завршетку школовања радио је као секретар папских поглаварства и био је постављен за свештеника при Базилици Св. Петра у Риму.

## Педагошки погледи
Његови педагошки погледи су значајни јер представљају ране хуманистичке покушаје повезивања хуманистичког васпитног духа и хришћанске доктрине. Хуманистички дух огледа се подршци породичном васпитању, јавним школама, физичком васпитању и поштовању индивидуалности детета.
Веђо сматра да је домаће васпитање најзначајније јер се родитељи највише брину о својој деци. Међутим, препоручује да се дечаци васпитавају у јавним школама јер на тај начин развијају такмичарски дух па се тако неће лако размазити. Он истиче значај физичког развоја и дечије игре при чему наводи да се деца до пете године играју а да тек од седме године треба почети са обучавањем. Значајно место у образовању посветио је учитељима. Наводи да учитељ треба посебну пажњу посветити индивидуалним особеностима ученика и да се због праћења развоја детета учитељ не треба често мењати. Такође сматра да се учитељ треба чувати прекомерног рада јер је „окрутност учитељу злочин“.
Према Веђу, круна свеукупног васпитања је, ипак, религија „без које сав узгој ништа не вреди“.

## „О васпитању деце и њиховом лепом понашању“
„О васпитању деце и њиховом лепом понашању“ (лат. De aducatione liberorum et claris eorum moribus) је његово дело које се састоји од шест књига и представља најобимније дело тог доба. Врло је значајно за педагогију, без обзира на то што је Веђо проблеме педагогије сагледавао искључиво са теоријског становишта. Прве три књиге говоре о обавезама родитеља и учитеља, а последње три о обавезама васпитаника према Богу, својим ближњима и самом себи. Такође, у овом делу се отвара и могућност васпитања девочица.
У овом делу, он говори о мајци као „првој и главној узгајатељици свога детета“ чиме је желео да истакне вредност примера и снажан утицај мајке на децу као и на читаво морално васпитање. Затим се заузима за јавне школе, за научно образовање наставника, за уважавање ученикове личности и развијање његове саморадње, за укидање телесне казне и најзад расправља о гимнастици.